# انفیه (ترانه)
«انفیه» تک‌آهنگی از اسلیپ‌نات است که در سال ۲۰۰۹ میلادی منتشر شد. این ترانه در چهارمین آلبوم گروه به نام همه امیدها بر باد رفته‌است قرار دارد. «انفیه» در چارت راک آمریکا به رتبه شش دست یافت و موفقترین کار گروه تا آن زمان گردید